# Saint-Palais (Allier)
Saint-Palais – miejscowość i gmina we Francji, w regionie Owernia-Rodan-Alpy, w departamencie Allier.

## Demografia
Według danych na rok 1990 gminę zamieszkiwały 204 osoby, a gęstość zaludnienia wynosiła 10 osób/km². W styczniu 2015 r. Saint-Palais zamieszkiwało 188 osób, przy gęstości zaludnienia wynoszącej 9,2 osób/km².